# Eurysyllis ehlersi
Eurysyllis ehlersi är en ringmaskart som beskrevs av Benham 1927. Eurysyllis ehlersi ingår i släktet Eurysyllis och familjen Syllidae. Inga underarter finns listade i Catalogue of Life.